# Ion Agârbiceanu

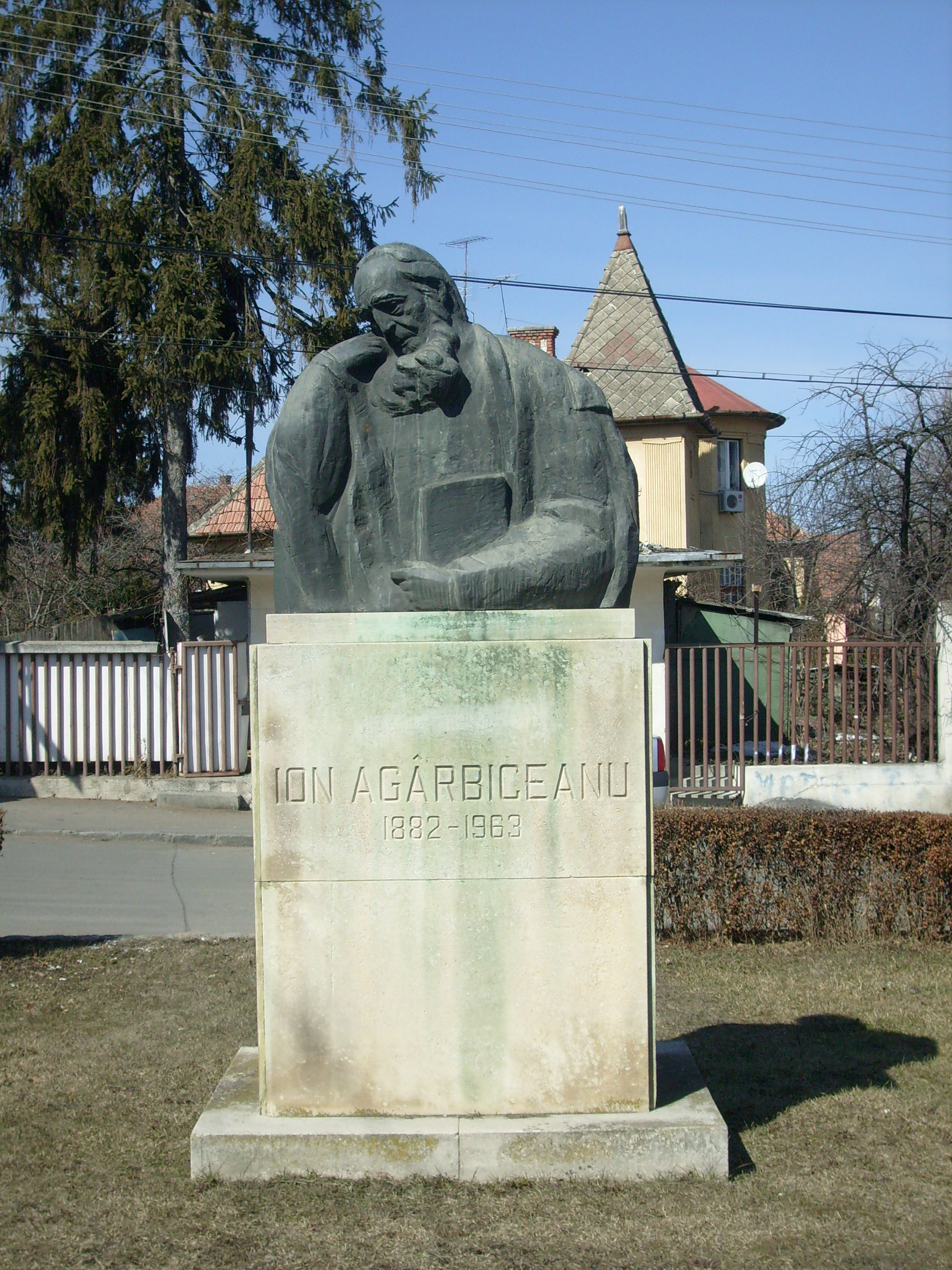
Ion Agârbiceanu szobra Kolozsváron

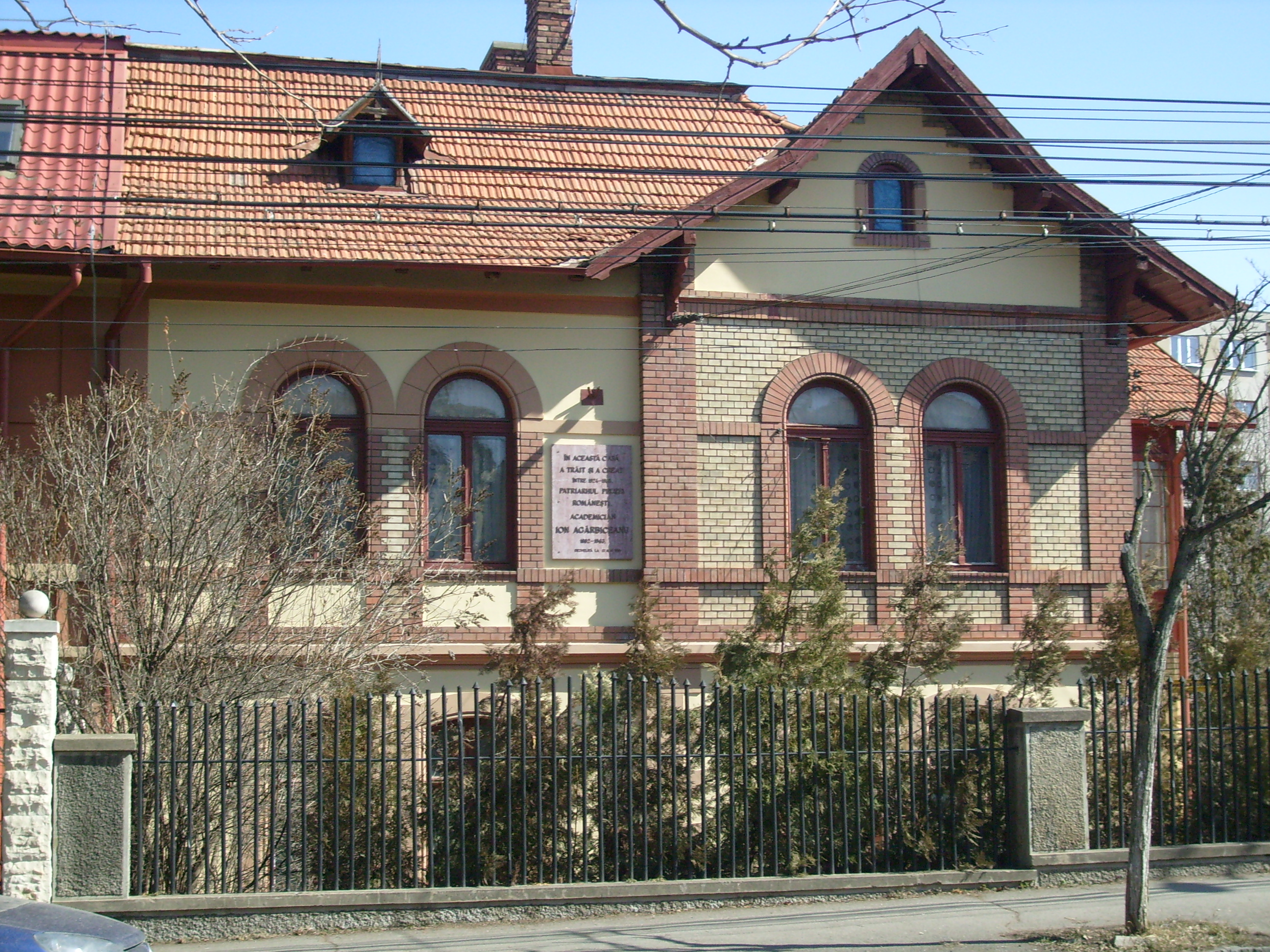
Kolozsvári lakóháza 1924-től haláláig

Ion Agârbiceanu (Szászcsanád, 1882. szeptember 12. – Kolozsvár, 1963. május 28.) román író, költő, görögkatolikus pap, a Román Akadémia tagja. A semănătorism (’magvetés’) nevű irányzat egyik képviselője.

## Élete
A középiskolát Balázsfalván végezte el (1892 - 1900), majd a Budapesti Egyetemen teológiát tanult (1900-1904). 1901-1902-től kezdve verseket írt a nagyszebeni Tribuna, a brassói Gazeta Transilvaniei, a nagyváradi Familia és a lugosi Drapelul folyóiratokba. 1903-ban csatlakozott a Sămănătorul című folyóirat és egyben a róla elnevezett irányzat képviselői közé. 1905-ben beiratkozott a bölcsészettudományi karra Budapesten, ahol klasszikus nyelveket, románt és történelmet tanult. Ez év végén a Luceafărul című folyóirat kinyomtatja első kötetét, a De la Țară-t, melyben karcolatai és elbeszélései szerepelnek. Fehér megyében pap lesz, majd Szeben megyébe kerül. Az első világháború miatt Moldvába menekül, ahonnan Oroszországba mentették át. 1918 után a kolozsvári Patria folyóirat főszerkesztője, majd az ugyancsak kolozsvári Tribunának. 1919-ben a Román Akadémia levelező tagjává választotta, majd 1955-ben rendes taggá nevezte ki. 1963. május 28-án a kolozsvári kórházban halt meg szívinfarktus következtében.

## Művei
- De la țară, Budapest, 1905
- În clasa cultă, Vălenii de Munte, 1909
- Două iubiri , Vălenii de Munte, 1909
- În întuneric, Bukarest, 1910
- Arhanghelii. Roman din viața românilor ardeleni, Nagyszeben, 1914
- Luncușoara în Păresemi, Bukarest, 1920
- Popa Man. Povestire după o legendă, Bukarest, 1920
- Ceasuri de seară, Bukarest, 1921
- Trăsurica verde, Bukarest, 1921
- Chipuri de ceară, Bukarest, 1921
- Spaima, Craiova, 1922
- Dezamăgire, Bukarest, 1924
- Legea trupului. Povestea unei vieți, Bukarest, 1926
- Legea minții. Povestea altei vieți, Bukarest, 1927
- Stana, Kolozsvár, 1929
- Biruința, Bukarest, 1930
- Dolor. Zbuciumul lui Ilarie Bogdan, Craiova, 1930
- Răbojul lui Sfântu Petru, Bukarest, 1934
- Sectarii, Bukarest, 1938
- Licean…odinioară, Bukarest, 1939
- Amintirile, Bukarest, 1940
- Jandarmul. O mare dramă în Maramureș, Bukarest, 1941
- Domnișoara Ana, Bukarest, 1942
- În pragul vieții, Bukarest, 1942
- Vremuri și oameni. Lumea nouă, Bukarest, 1943
- Vâltoarea, Nagyszeben, 1944
- Din copilărie. Chipuri și povestiri, Bukarest, 1956
- Din munți și din câmpii, Bukarest, 1957
- File din cartea naturii, Bukarest 1959
- Faraonii, Bukarest, 1961
- Strigoiul, Bukarest, 1968 (posztumusz)
- Din pragul marei treceri, Kolozsvár, 1978 (posztumusz)

## Elbeszélések
- Popa Vasile (1905)
- Cula Mereuț (1905)
- Moș Viron (1906)
- Doi bătrâni (1907)
- Bunica Iova (1907)
- Fefeleaga (1908)
- Luminița (1908)
- Vărvoara (1908)
- La o nuntă (1909)
- Angheluș (1909)
- Sănduța (1909)
- Duhul băilor (1909)
- Lada (1910)
- Melentea (1910)
- Gura Satului (1910)
- Darul lui Moș Miron (1919)

## Magyarul
- Aranybánya. Regény; ford. Fodor Ernő, Szilágyi András, bev. Mircea Zaciu, ford. Csipkés Zoltán; Állami Irodalmi és Művészeti Kiadó, Marosvásárhely, 1957
- Szüret. Válogatott elbeszélések; ford. Szilágyi András, László Henrik; Állami Irodalmi és Művészeti Kiadó, Marosvásárhely, 1959
- Gyermekvilág; ford. Fodor Sándor; Ifjúsági, Bukarest, 1963 (Napsugár könyvek)
- Arkangyalok. Regény; ford. Szilágyi András; Ifjúsági, Bukarest, 1964
- Dura lex. Elbeszélések; vál., előszó Mircea Zaciu, ford. Telegdi Magda, Veress Zoltán; Dacia, Kolozsvár-Napoca, 1979